# Mistrovství Evropy v judu 1957
VII. Mistrovství Evropy v judu za rok 1957 proběhlo v Rotterdamu, Nizozemsko ve dnech 9. až 10. listopadu 1957.

## Informace a program turnaje
- seznam účastníků

Na mistrovství Evropy bylo přihlášeno 12 zemí.
Judisté bojovali k.o. vyřazovacím způsobem. Judista, který v turnaji prohrál byl definitivně vyřazen. Poražení semifinalisté získali automaticky bronzovou medaili (3. místo).
- SO – 9. 11. 1957
- NE – 10. 11. 1957

## Československá stopa
Čeští judisté na vrcholných sportovních akcích
Vedoucí výpravy: Ladislav Pikhart, šéftrenér reprezentace: Oldřich Vlasák.
Na mistrovství Evropy startovalo za Československo 6 judistů:
- −68 kg: František Krčmář (*19xx) z TJ Jiskra Gottwaldov, obsadil 5. místo
- −68 kg: Jiří Synek (*1927) z ASD Dukla Plzeň

- −80 kg: Jaroslav Vlasák (*19xx) z TJ Spartak Praha Koh-i-noor
- −80 kg: Leopold Pišín (*1935) z ASD Dukla Plzeň

- +80 kg: Jiří Mašín (*1930) z TJ Spartak Praha Sokolov, obsadil 3. místo
- +80 kg: Jaroslav Polák (*1937) z TJ Spartak Hradec Králové ZVÚ

- BRV: Jaroslav Polák (*1937) z TJ Spartak Hradec Králové ZVÚ, obsadil 5. místo

- 1. Dan: Leopold Pišín (*1935) z ASD Dukla Plzeň, obsadil 3. místo
- 2. Dan: Jiří Mašín (*1930) z TJ Spartak Praha Sokolov
- 3. Dan: Jiří Synek (*1927) z ASD Dukla Plzeň, obsadil 5. místo
- 3. Dan: Jaroslav Vlasák (*19xx) z TJ Spartak Praha Koh-i-noor

V soutěži družstev prohrálo Československo v úvodním kole s Francií 0:3.

## Výsledky

### Individuální soutěže
| Muži   | Zlato                                          | Stříbro                 | Bronz                   | Bronz                  |
| Muži   | Váhové kategorie                               | Váhové kategorie        | Váhové kategorie        | Váhové kategorie       |
| ------ | ---------------------------------------------- | ----------------------- | ----------------------- | ---------------------- |
| −68 kg | Jacobus Bonte (NED)                            | Guy Lample (FRA)        | Jan De Waal (NED)       | Désiré Durieux (BEL)   |
| −80 kg | Pierre Rigal (FRA)                             | Hein Essink (NED)       | Michel Franceschi (FRA) | Werner Steinbeck (FRG) |
| +80 kg | Nicolas Tempesta (ITA)                         | Etienne Nemer (FRA)     | Johannes Dirks (NED)    | Jiří Mašín (TCH)       |
| Muži   | Zlato                                          | Stříbro                 | Bronz                   | Bronz                  |
| Muži   | Kategorie technických stupňů                   |                         |                         |                        |
| 1. Dan | John Newman (GBR)                              | Marcel Nottola (FRA)    | Johannes Dirks (NED)    | Leopold Pišín (TCH)    |
| 2. Dan | Franz Sineck (FRG)                             | Alan Petherbridge (GBR) | Cornelis De Wall (NED)  | Jean Begaux (BEL)      |
| 3. Dan | Daniel Outelet (BEL)                           | Walter Reiter (FRG)     | Anton Wagennar (NED)    | Robert Dazzi (FRA)     |
| 4. Dan | Anton Geesink (NED)                            | Henri Courtine (FRA)    | —                       | —                      |
| Muži   | Zlato                                          | Stříbro                 | Bronz                   | Bronz                  |
| Muži   | Kategorie bez rozdílu vah a technických stupňů |                         |                         |                        |
|        | Anton Geesink (NED)                            | Bernard Pariset (FRA)   | Gerhard Alpers (FRG)    | Charles Palmers (GBR)  |

### Soutěže družstev
| Muži                              | Zlato | Stříbro                                                                                     | Bronz                                                                                             | Bronz                                                                                   |
| --------------------------------- | --- | ------------------------------------------------------------------------------------------- | ------------------------------------------------------------------------------------------------- | --------------------------------------------------------------------------------------- |
| Družstva podle technických stupňů | Spojené království (GBR) (Geoffrey Gleeson, John Newman, Charles Palmer, Alan Petherbridge, Douglas Young) | Nizozemsko (NED) (Jan Anraad, Hein Essink, Theo van Ierland, Anton Geesink, Anton Wagenaar) | Belgie (BEL) (Pierre Brouha, Pierre de Rouck, Theodor Guldemont, Daniel Outelet, Georges Wattier) | Španělsko (ESP) (Pedro Casanovas, José del Busto, Antonio Navarro, José Pons, Virgilio) |